# Vasstjärnen (Torsångs socken, Dalarna)
Vasstjärnen är en sjö i Borlänge kommun i Dalarna och ingår i Dalälvens huvudavrinningsområde.